# Leffrinckoucke
Leffrinckoucke é uma comuna francesa na região administrativa de Altos da França, no departamento do Norte. Estende-se por uma área de 7.28 km². Em 2010 a comuna tinha 4 352 habitantes (densidade: 597,8 hab./km²).